# François Pierre Chaumeton
François-Pierre Chaumeton (Chouzé-sur-Loire, 20 de setembro de 1775 – Paris, 10 de agosto de 1819) foi médico e botânico francês.

## Vida
Estudou medicina, humanidades e línguas (principalmente grego) em Paris, depois atuou como cirurgião em hospitais militares. Achando a cirurgia militar desagradável, ele optou por trabalhar como farmacêutico em Val-de-Grâce. Severamente deprimido com a morte prematura de sua esposa, seus amigos o convenceram a deixar Paris e viajar como um remédio para seu estado melancólico. Depois de obter o seu doutoramento em medicina em Estrasburgo em 1805 (tese de graduação "Essai d'entomologie médicale"), mudou-se para a Holanda, onde permaneceu vários anos. Mais tarde, ele seguiu exércitos para a Prússia, Polônia, Áustria, e, entretanto, aprenderam as línguas dos países que visitou, ao mesmo tempo que realizavam extensas pesquisas em suas bibliotecas. Aposentado, ele se estabeleceu em Paris, passando os últimos anos de sua vida sofrendo de tuberculose.

## Trabalhos escritos

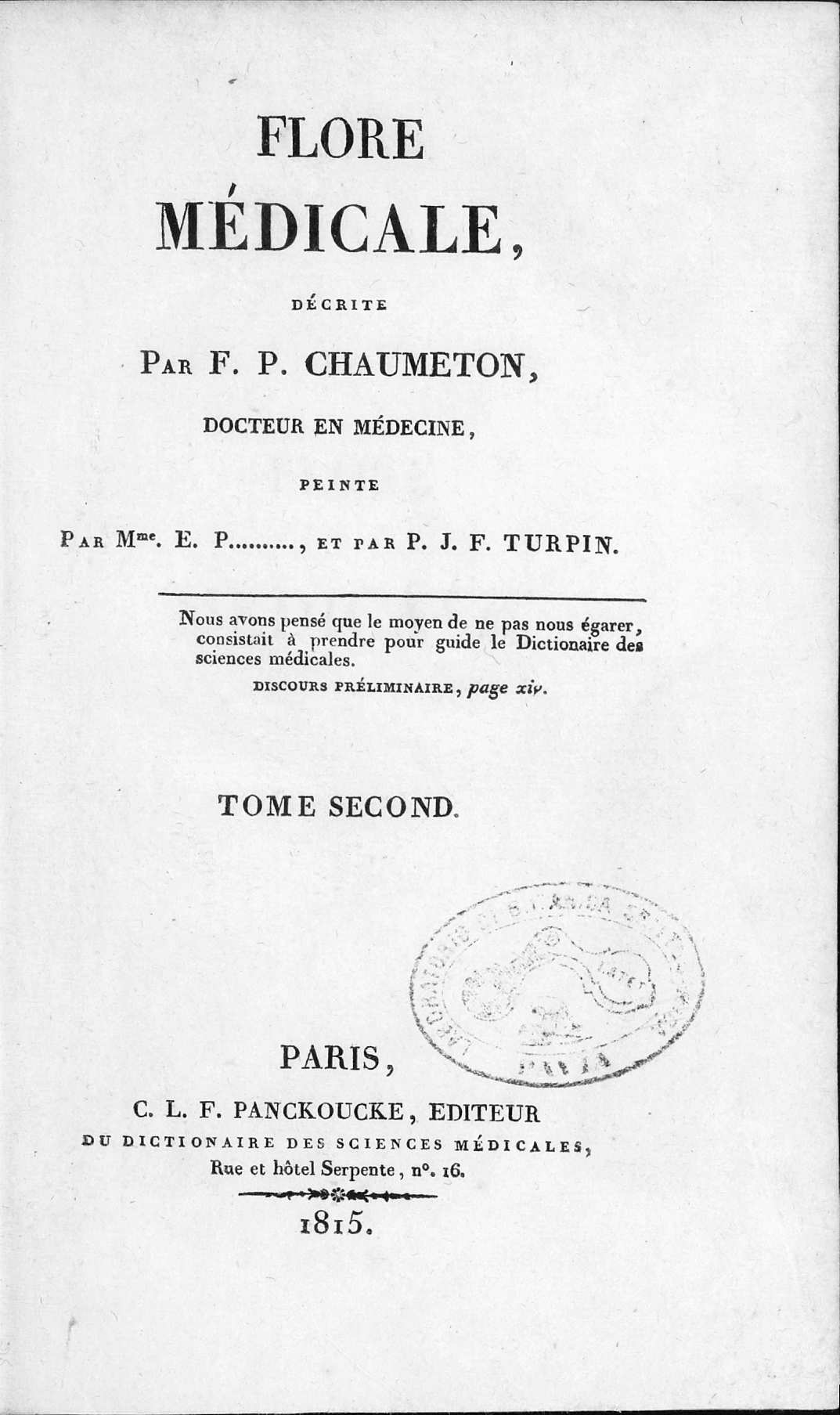
Flore médicale, 1815

Ele foi um editor do multi-volume " Dictionnaire des sciences médicales " (editora Panckoucke 1812–1822. 60 volumes), e com Jean Louis Marie Poiret e Jean-Baptiste-Joseph-Anne-César Tyrbas de Chamberet, foi co-autor de "Flore médicale " (plantas medicinais).
- Flore médicale (em francês). 2. Paris: Charles Louis Fleury Panckoucke. 1815
  - Flore médicale (em francês). 3. Paris: Charles Louis Fleury Panckoucke. 1816
  - Flore médicale (em francês). 5. Paris: Charles Louis Fleury Panckoucke. 1818
  - Flore médicale (em francês). 6. Paris: Charles Louis Fleury Panckoucke. 1818
  - Flore médicale (em francês). 7. Paris: Charles Louis Fleury Panckoucke. 1820
  - Flore médicale (em francês). 8. Paris: Charles Louis Fleury Panckoucke. 1820

A seguir estão as biografias de Chaumeton do século XX:
- Notice biographique sur François-Pierre Chaumeton (1775-1819), de Ernest Henry Tourlet; Blais et Roy, 1904.[5]
- Le Docteur François-Pierre Chaumeton, noble figure de Touraine [1775-1819], de André Jean Brut, 1949.[6]